# لیاقت علی خان
لیاقت علی خان (زاده ۱ اکتبر ۱۸۹۵ – درگذشته ۱۶ اکتبر ۱۹۵۱) یک سیاست‌مدار اهل پاکستان و اولین نخست‌وزیر این کشور بود.